# Force Majeure
Force Majeure — девятый студийный альбом немецкой группы электронной музыки Tangerine Dream, изданный в 1979 году на лейбле Virgin Records.
Перед записью альбома группу покинул Стив Джоллифф, и группа вернулась к чисто инструментальной музыке.

## Характеристика
Вслед за Stratosfear альбом продолжил развитие Tangerine Dream в направлении более простого по структуре и ритму, более мелодичного звучания, к которому группа окончательно перейдет в 1980-е годы.
Хотя имя Tangerine Dream обычно связывают с синтезаторами и движением эмбиент, которое пришло десятилетие спустя после выхода альбомов Phaedra, Stratosfear и Rubycon, на этом альбоме группа демонстрирует скорее спейс-рок, где гитара и барабаны играют не менее важную роль, чем клавишные. Музыка альбома с ускорением движется вперед, и общий темп если и замедляется, то редко и не надолго.
«Cloudburst Flight» ушла по звучанию дальше других композиций от берлинской школы электронной музыки 1970-х годов в направлении прогрессивного рока и дала возможность Эдгару Фрёзе продемонстрировать своё виртуозное владение 6-струнной гитарой.
Переработанные фрагменты из композиций «Force Majeure» и «Cloudburst Flight» были использованы в саундтреке фильма «Рискованный бизнес» под названиями «Lana» и «Guido the Killer Pimp» соответственно. А заново аранжированный фрагмент из «Thru Metamorphic Rocks» под названием «Igneous» использован в фильме «Вор».

## Признание
Force Majeure получил положительные отзывы критики и стал четвёртым альбомом Tangerine Dream по объему продаж в Великобритании. Он поднялся до 26-го места в британском чарте альбомов и продержался там 7 недель.

## Список композиций
| №  | Название        | Длительность |
| -- | --------------- | ------------ |
| 1. | «Force Majeure» | 18:17        |

| №  | Название                 | Длительность |
| -- | ------------------------ | ------------ |
| 1. | «Cloudburst Flight»      | 7:27         |
| 2. | «Thru Metamorphic Rocks» | 14:30        |

## Музыканты
- Эдгар Фрёзе — клавишные, электрические и акустические гитары, эффекты
- Кристофер Франке — клавишные, секвенсоры
- Клаус Крюгер — барабаны и перкуссия
- Эдуард Майер — виолончель

## Позиции в хит-парадах
Еженедельные чарты:
| Хит-парад (1979)                 | Высшая позиция | Пребывание в чарте |
| -------------------------------- | -------------- | ------------------ |
| Австралия (Kent Music Report)    | 26             | нет данных         |
| Великобритания (UK Albums Chart) | 26             | 7 недель           |